# Cádiz Club de Fútbol 2020-2021
Questa voce raccoglie le informazioni riguardanti il Cádiz Club de Fútbol nelle competizioni ufficiali della stagione 2020-2021.

## Maglie e sponsor
| Casa | Trasferta |

Sponsor ufficiale: Dafabet
Fornitore tecnico: Adidas

## Rosa
In corsivo i calciatori ceduti durante la stagione.
| N. |                               | Ruolo | Calciatore           |
| -- | ----------------------------- | ----- | -------------------- |
| 1  | Spagna (bandiera)             | P     | Alberto Cifuentes    |
| 1  | Argentina (bandiera)          | P     | Jeremías Ledesma     |
| 2  | Danimarca (bandiera)          | C     | Jens Jønsson         |
| 3  | Spagna (bandiera)             | D     | Fali                 |
| 4  | Argentina (bandiera)          | D     | Marcos Mauro         |
| 5  | Spagna (bandiera)             | C     | Jon Ander Garrido    |
| 6  | Spagna (bandiera)             | C     | José Mari (capitano) |
| 7  | Spagna (bandiera)             | A     | Salvi Sánchez        |
| 8  | Spagna (bandiera)             | C     | Álex Fernández       |
| 9  | Honduras (bandiera)           | A     | Choco Lozano         |
| 10 | Spagna (bandiera)             | C     | Alberto Perea        |
| 11 | Spagna (bandiera)             | C     | Jorge Pombo          |
| 12 | Francia (bandiera)            | C     | Yann Bodiger         |
| 12 | Serbia (bandiera)             | A     | Ivan Šaponjić        |
| 13 | Spagna (bandiera)             | P     | David Gil            |
| 14 | Spagna (bandiera)             | A     | Iván Alejo           |
| 15 | Guinea Equatoriale (bandiera) | D     | Carlos Akapo         |
| 16 | Spagna (bandiera)             | C     | Juan Cala            |
| 17 | Argentina (bandiera)          | C     | Augusto Fernández    |

| N. |                        | Ruolo | Calciatore         |
| -- | ---------------------- | ----- | ------------------ |
| 18 | Spagna (bandiera)      | A     | Álvaro Negredo     |
| 19 | Perù (bandiera)        | D     | Jean-Pierre Rhyner |
| 19 | Spagna (bandiera)      | D     | Pedro Alcalá       |
| 20 | Spagna (bandiera)      | D     | Isaac Carcelén     |
| 21 | Spagna (bandiera)      | A     | Álvaro Giménez     |
| 21 | Spagna (bandiera)      | A     | Rubén Sobrino      |
| 22 | Uruguay (bandiera)     | D     | Alfonso Espino     |
| 23 | Spagna (bandiera)      | D     | Sergio González    |
| 23 | Spagna (bandiera)      | A     | Nano               |
| 24 | Serbia (bandiera)      | C     | Filip Malbašić     |
| 25 | Spagna (bandiera)      | C     | Jairo Izquierdo    |
| 26 | Argentina (bandiera)   | P     | Juan Flere         |
| 27 | Spagna (bandiera)      | D     | Marc Baró          |
| 28 | Nigeria (bandiera)     | D     | Saturday Erimuya   |
| 32 | Paesi Bassi (bandiera) | A     | Bobby Adekanye     |
| 33 | Spagna (bandiera)      | A     | Manuel Nieto       |
| 34 | Senegal (bandiera)     | D     | Mamadou Mbaye      |
| 37 | Spagna (bandiera)      | D     | Álex Martín        |
| 38 | Spagna (bandiera)      | C     | Álvaro Bastida     |